# Troissereux
Troissereux é uma comuna francesa na região administrativa de Altos da França, no departamento de Oise. Estende-se por uma área de 14,05 km². Em 2010 a comuna tinha 1 299 habitantes (densidade: 92,5 hab./km²).